# (1658) Innes
(1658) Innes es un asteroide que forma parte del cinturón de asteroides y fue descubierto por Jacobus Albertus Bruwer desde el observatorio Union de Johannesburgo, República Sudaficana, el 13 de julio de 1953.

## Designación y nombre
Innes se designó al principio como 1953 NA.
Posteriormente fue nombrado en honor del astrónomo escocés Robert Innes (1861-1933).

## Características orbitales
Innes orbita a una distancia media del Sol de 2,559 ua, pudiendo alejarse hasta 3,03 ua. Tiene una excentricidad de 0,1841 y una inclinación orbital de 9,093°. Emplea en completar una órbita alrededor del Sol 1495 días.